# 투발루의 국가

《전능하신 신을 위한 투발루》(Tuvalu mo te Atua, Tuvalu for the Almighty)는 투발루의 국가로, Afaese Manoa가 작곡, 작사하였으며, 1978년 독립과 함께 채택되었다.

## 투발루어 가사
Tuvalu mo te Atua
Ko te Fakavae sili,
Ko te ala foki tena,
O te manuia katoa;
Loto lasi o fai,
Tou malo saoloto;
Fusi ake katoa
Ki te loto alofa;
Kae amo fakatasi
Ate atu fenua.
"Tuvalu mo te Atua"
Ki te se gata mai!
Tuku atu tau pulega
Ki te pule mai luga,
Kilo tonu ki ou mua
Me ko ia e tautai.
"Pule tasi mo ia"
Ki te se gata mai,
Ko tena mana
Ko tou malosi tena.
Pati lima kae kalaga
Ulufonu ki te tupu.
"Tuvalu ko tu saoloto"
Ki te se gata mai!

## 영어 가사
Tuvalu for the Almighty
Are the words we hold most dear;
For as people or as leaders
Of Tuvalu we all share
In the knowledge that God
Ever rules in heav'n above,
And that we in this land
Are united in His love.
We build on a sure foundation
When we trust in God's great law;
"Tuvalu for the Almighty"
Be our song for evermore!
Let us trust our lives henceforward
To the King to whom we pray,
With our eyes fixed firmly on Him
He is showing us the
"May we reign with Him in glory"
Be our song for evermore,
for His almighty power
Is our strength from shore to shore.
Shout aloud in jubilation
To the King whom we adore.
"Tuvalu free and united"
Be our song for evermore!

## 한국어 번역
전능하신 신을 위한 투발루
우리에게 그 말이 가장 소중할까?
투발루의 사람들로서, 또는 지도자로서
우리 모두는 공유한다
하나님이 항상 하늘에서 다스리신다는 지식으로
그리고 이 땅의 우리가
그의 사랑으로 단결되어 있다는 것을.
우리는 하나님의 위대한 법을 믿을 때 확실한 기초를 세운다.
"전능하신 신을 위한 투발루"
영원히 우리의 노래가 되어 주소서!
우리가 기도하는 왕에게
우리의 삶을 믿도록 하자.
우리의 시선을 단단히 그에게 고정하면서.
그는 우리에게 보여준다.
"영광 속에서 그와 함께 군림하기를"
영원히 우리의 노래가 되어 주소서
그의 전능하신 권능이
해안에서 해안으로 이어지는 우리의 힘이니라
우리가 사랑하는 왕에게 환호하며 큰 소리로 외쳐라.
"자유롭고 단결된 투발루"
영원히 우리의 노래가 되어 주소서!